# Zebrina fasciolata
Zebrina fasciolata е вид охлюв от семейство Enidae. Видът не е застрашен от изчезване.

## Разпространение
Разпространен е в Гърция, Израел, Кипър, Палестина, Сирия и Турция.